# نهائي كأس الرابطة الفرنسية 2007
نهائي كأس الرابطة الفرنسية 2007 هي المباراة النهائية من منافسة كأس الرابطة الفرنسية 2006–07 ‏، أقيمت المباراة في 31 مارس 2007، في ملعب فرنسا، بين فريقي أولمبيك ليون، وجيروندان بوردو، وفاز فيها جيروندان بوردو، بعد أن هزم أولمبيك ليون، بنتيجة 0 - 1، وكان حكم المباراة Hervé Piccirillo ‏، وحضر المباراة 79072 شخصاً.

## تفاصيل المباراة
لعبت المباراة النهائية في 31 مارس 2007.
| أولمبيك ليون | 0 -1 | جيروندان بوردو                           |
| ------------ | ---- | ---------------------------------------- |
|              |      | كارلوس هينريكي دوس سانتوس سوزا 89 دقيقة' |